# 伍什家镇
伍什家镇，是中华人民共和国内蒙古自治区呼和浩特市托克托县下辖的一个乡镇级行政单位。

## 行政区划
伍什家镇下辖以下地区：
伍什家村、树林子村、大北窑村、大圐圙村、西大圪达村、狄士窑村、刘家窑村、西荒地窑村、兴旺庄村、新河村、毡匠营村、哈达兔壕村、南杜家壕村、焦家一间房村和北什拉乌素壕村。